# Guglielmo della Porta

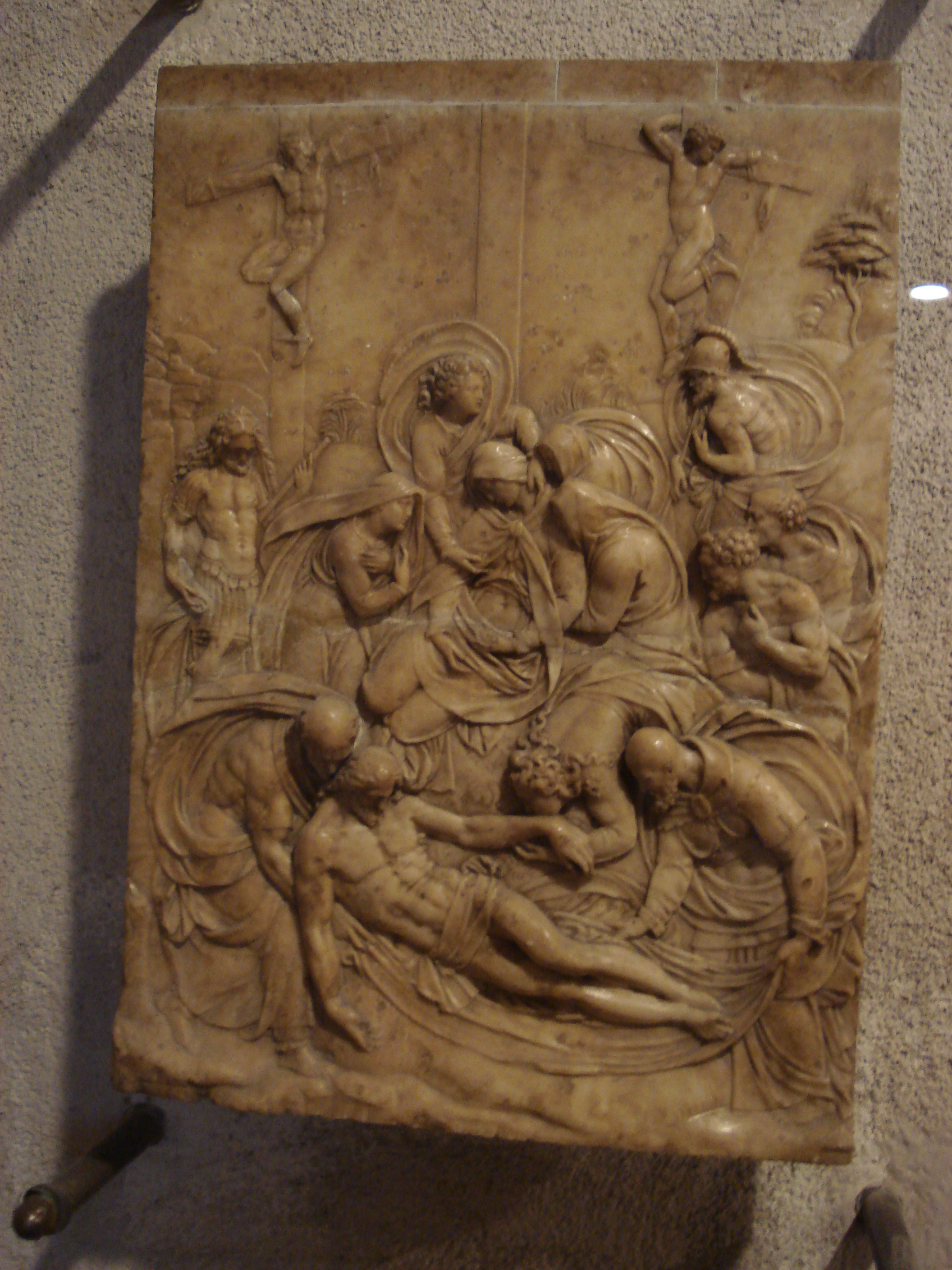
Relief mit Kreuzabnahme Jesu, heute im Castello Sforzesco, Mailand.

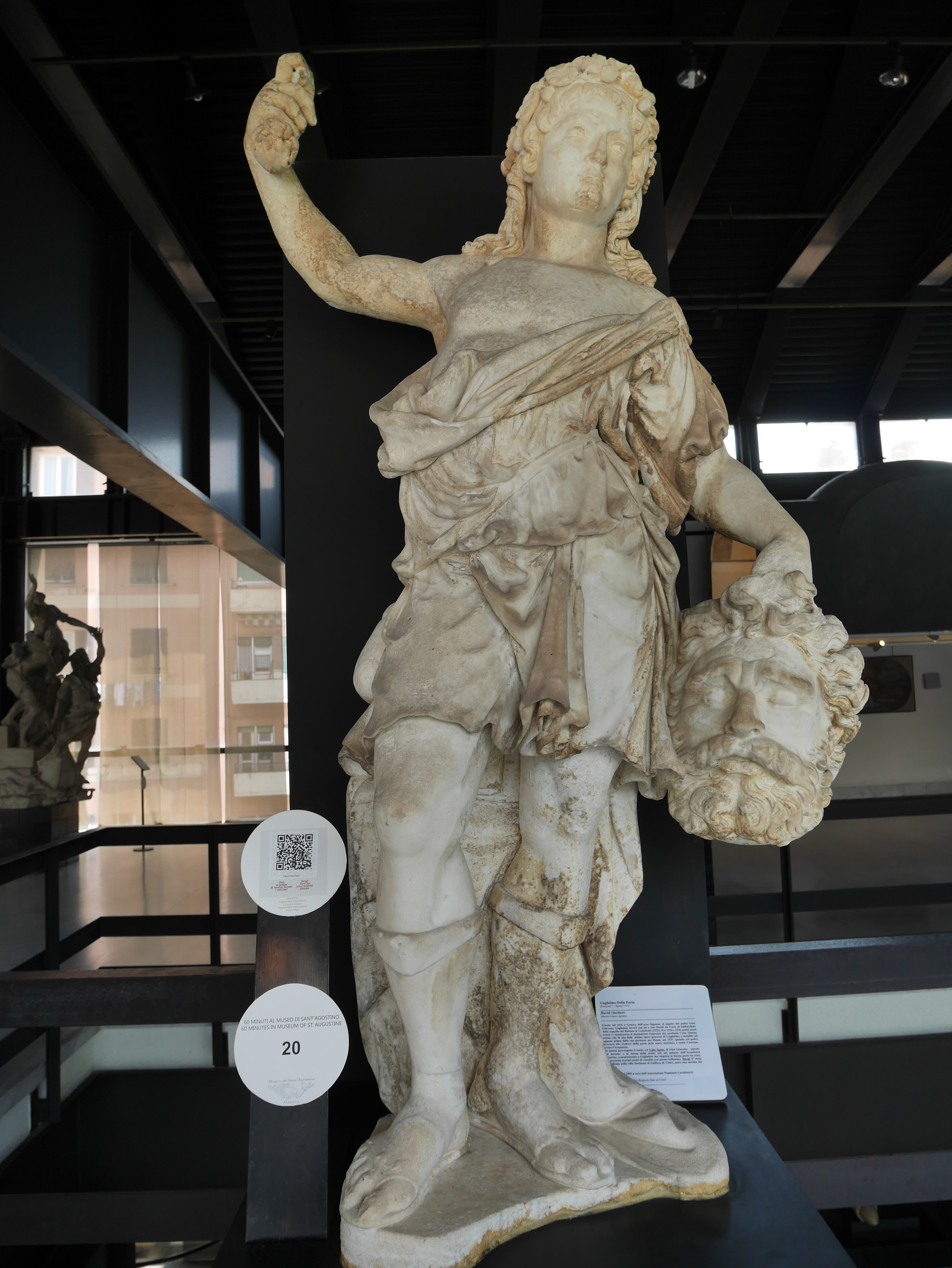
Guglielmo Della Porta, David Sieger.

Guglielmo della Porta (geboren 1500/10 in Porlezza, Lombardei; gestorben 1577 in Rom) war ein italienischer Bildhauer, Architekt und Restaurator des Manierismus.
Della Porta war der Sohn von Cristoforo della Porta und dessen Frau Caterina. Seine Ausbildung erhielt er bei seinem Onkel Giovanni Battista della Porta in Genua. Für die Kathedrale von Genua arbeitete er während seiner Ausbildung bereits 1531 zusammen mit seinem Bruder Giacomo und unter Leitung seines Onkels an den Statuen der Kapelle Johannes des Täufers.
Im Jahr 1537 siedelte er nach Rom über und wurde dort Schüler Michelangelos. Für Papst Paul III. fertigte er um 1547 eine Büste, nach dessen Tod auch das Grabmal im Petersdom, sein Hauptwerk, das ihn von 1555 bis 1575 beschäftigte, das später allerdings von Bernini umgearbeitet wurde. Seine Karriere als Hofbildhauer der Farnese ging auf den Kontakt mit Mario Maccarone, dem Aufseher über die päpstlichen Bauvorhaben, zurück, der 1540 auf ihn aufmerksam wurde, als della Porta das Grabmal für Vincenzo degli Ubaldi in der Kirche Santi XII Apostoli gestaltete. Della Porta war Laienbruder der Zisterzienser und wurde ab 1547 an die päpstliche Münze gerufen.
Sein Atelier erhielt unter anderem den Auftrag, die Beine des 1546 gefundenen Torsos des Herkules Farnese zu ergänzen. Das Ergebnis war für seine Zeitgenossen so überzeugend, dass man auf Anraten Michelangelos darauf verzichtete, die zwischenzeitlich ausgegrabenen antiken Beine der Statue mit dem Körper zu verbinden. Für Michelangelo waren die Nachbildungen della Portas Zeugnis des Könnens der eigenen Zeit, die den direkten Vergleich mit dem antiken Original nicht zu scheuen brauchte.
Laut seinem Testament hatte della Porta eine Schwester namens Marta und vier Kinder. Er war in Luggino, einem Ort in der Gemeinde Porlezza, begütert.

## Werke (Auswahl)
- Moses für San Lorenzo fuori le mura
- Kapelle Giuliano Cybo in der Kathedrale von Genua
- Grabmal für Berardino Elvino in Santa Maria del Popolo
- Porphyrreliefs der Eltern Urbans VIII. in Sant’Andrea della Valle
- Büste Papst Pauls III., heute im Museo di Capodimonte, Neapel
- Grab Pauls III., Petersdom in Rom, 1549–75.